# カスィーム州
カスィーム州（カスィームしゅう、アラビア語: منطقة القصيم）は、サウジアラビアの州。アラビア半島のほぼ真ん中、サウジアラビアの中央に位置する。面積65,000 km²、人口1,336,179人(2022年国勢調査)。その農業資産により、”滋養のあるかご”として知られている。ジーザーン州に次ぐ、同国7番目の人口である。州内には400以上の市、町、村、ベドウィンセッツルメントがあり、10の県（governorates）に分けられる。州都はブライダで、州総人口のおおよそ49%が居住している。州知事はサウード家のファイサル・ビン・バンダル・ビン・アブドゥルアズィーズ・アール＝サウード王子である。

## 隣接州
- ハーイル州
- 東部州 (サウジアラビア)
- リヤード州
- マディーナ州

## 下位行政区画

カスィーム州の県

- بريدة (مقر الإمارة)
- محافظة عنيزة
- محافظة الرس
- محافظة المذنب
- محافظة البكيرية
- محافظة البدائع
- محافظة الأسياح
- محافظة النبهانية
- محافظة الشماسية
- محافظة عيون الجواء
- محافظة رياض الخبراء
- محافظة عقلة الصقور
- محافظة ضرية